# Romain Lissorgue
Romain Lissorgue, né le 23 juin 1991 à Pontoise est un arbitre fédéral français de football, promu au rang d’arbitre de Ligue 1 en juillet 2021. Il est également actif dans la promotion de l’arbitrage auprès des jeunes générations et lors des Journées Nationales de l’Arbitrage (JNA).

## Biographie

### Carrière d'arbitre
Romain Lissorgue commence l’arbitrage à l’âge de 15 ans dans les divisions du district du Val d’Oise et en ligue Paris Île-de-France. Il atteint un premier jalon marquant en 2014, en dirigeant la finale de la Coupe Gambardella.
Après une saison en National, il rejoint la Ligue 2 à 24 ans. Cependant, il connaît un revers temporaire avec une rétrogradation en National, avant de remonter en Ligue 2 où il officie pendant quatre années. En 2021, son travail et sa persévérance sont récompensés par une promotion en Ligue 1, le plus haut niveau du football français,,. Il officiera sa première rencontre dans l'élite le mercredi 20 avril au stade Boallaert de Lens.

#### Soirée agitée au Vélodrome de Marseille (2024)
Le 4 octobre 2024, lors de la 7ᵉ journée de Ligue 1 opposant l’Olympique de Marseille au SCO d’Angers, Romain Lissorgue s’illustre par des décisions arbitrales marquantes, modifiant le cours du match. En l’espace de quelques minutes, deux expulsions ont été prononcées.  Lilian Raolisoa (Angers) pour un tacle dangereux validé par la VAR, puis Neal Maupay (OM) pour deux cartons jaunes en trois minutes. Ces décisions ont conduit les deux équipes à finir à dix, marquant une soirée agitée au Vélodrome,,,.

### Expérience internationale
En 2024 il est sélectionné par le COMEX pour devenir arbitre international.
Romain Lissorgue fait ses débuts sur la scène internationale en officiant comme quatrième arbitre lors d’une rencontre en UEFA Youth League opposant le Paris Saint Germain au Real de Madrid le mardi 1er mars 2024.

## Statistiques*
*Comprenant les rôles d'arbitre central, arbitre assistant et arbitre VAR
| Catégorie              | Nombres de Matchs | Catégorie                | Nombres de Matchs |
| Ligue 1                | 197               | UEFA Youth League        | 17                |
| Ligue 2                | 118               | UEFA Europa League       | 2                 |
| National               | 51                | UEFA Champions League    | 1                 |
| National 2             | 6                 | UEFA Conference League   | 1                 |
| Coupe de France        | 21                | UEFA Euro qualifying U21 | 1                 |
| Coupe de la Ligue      | 9                 | UEFA Nations League B    | 3                 |
| Coupe Gambardella      | 1                 | UEFA Nations League C    | 1                 |
| Amicaux internationaux | 3                 |                          |                   |
| ---------------------- | ----------------- | ------------------------ | ----------------- |